# Zawichost
Zawichost és un municipi del Voivodat Santa Creu a Polònia. El 2007 tenia 1.821 habitants sobre una superfície de 20,15 km².

## Persones de Zawichost
- Ruchla Zylberberg (1937-1945), noia jueva, presonera d'Auschwitz, transferida amb l'acord de Josef Mengele al Camp de concentració de Neuengamme per als experiments pseudo-mèdics del metge Kurt Heissmeyer, matada a l'edat de 8 anys a l'escola del Bullenhuser Damm l'abril 1945 pels nazis en llur sèrie de crims de la fase final.